# 荣誉勋章：超越巅峰
《荣誉勋章：超越巅峰》是一款由重生娱乐开发并由艺电发行的第一人称射击虚拟现实游戏。是《荣誉勋章》系列继2012年发售的《荣誉勋章：战士》之后时隔8年的系列新作，也是系列继2007年的《荣誉勋章：英雄2》之后再次取材第二次世界大战背景。游戏于2019年9月正式公布，2020年12月11日在Windows和Oculus Quest 2发售，Windows版本支持HTC Vive、Oculus Rift等主流的VR控制器。游戏在发售后获得了较为一般的评价，在评分综合网站Metacritic上，基于31份评价，本作的Windows版本获得了66/100分。

## 开发
《荣誉勋章：超越巅峰》于2019年9月正式公布，由重生娱乐开发，计划作为Oculust Rift独占游戏发售，而Oculus Studio将作为发行商发售本作。游戏最初并未计划作为VR游戏制作，但在和Facebook和Oculus团队进行碰面和讨论后决定将本作变更为VR游戏。参与游戏开发的核心成员曾参与过《荣誉勋章：联合袭击》的制作。《荣誉勋章：超越巅峰》采用虚幻引擎4开发，这是。游戏于2020年12月11日在Windows的Steam VR和Oculus Quest 2发售。游戏内附赠纪录短片《柯莱特》（Colette），该短片后于第93届奥斯卡金像奖获得奥斯卡最佳纪录短片奖。